# Nirim
Nirim (héberül: נִירִים , irod. barázdált földek) kibuc Izrael északnyugati részén, a Negev-sivatagban. A Gázai övezet határának közelében található, Hán Júnisz kormányzóságtól körülbelül 7 km-re keletre. Az Eskol Regionális Tanács fennhatósága alá tartozik. 2021-ben 407 lakosa volt. 

## Története
A kibucot 1946 október 6-án alapították a Negev-terv 11 pontjának részeként, amely zsidó jelenlét megteremtése céljából készült, annak érdekében, hogy a terület a leendő zsidó állam része legyen. Nevét a Hasomer Hacair nevű ifjúsági mozgalom Nir brigádjáról kapta, amelynek néhány tagja részt vett a kibuc megalapításában. Eredetileg a „Dangour” nevű helyen hozták létre a települést, ahol jelenleg a Sufa kibuc található.  Az egyik alapító Dan Zur volt, aki később Izrael egyik vezető tájépítésze lett.

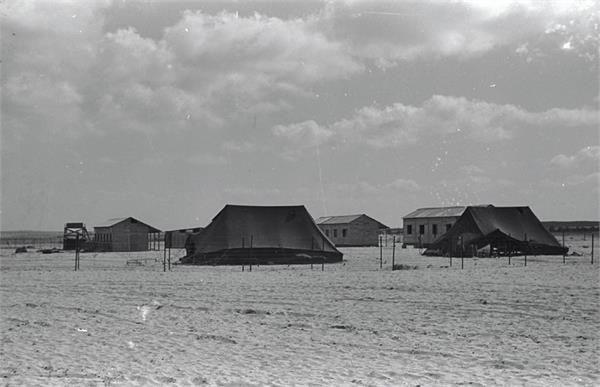
Nirim 1946. október 1-én

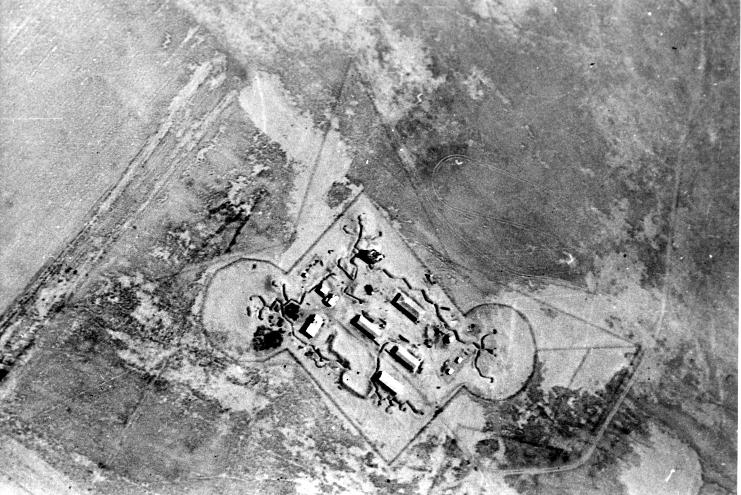
Nirim kibuc. Légifelvétel a Palmach archívumából

Az 1948-as arab–izraeli háború kitörésekor, 1948. május 15-én, a Nirim kibuc volt az első zsidó település Izraelben, amelyet az egyiptomi hadsereg megtámadott. A kibucnak 39 védője volt. A csata során az egyiptomiak 25 méterre megközelítették a kibuc határát, nyolc védő halt meg, mielőtt az egyiptomiak visszavonultak. A támadásban az összes ház megsemmisült.

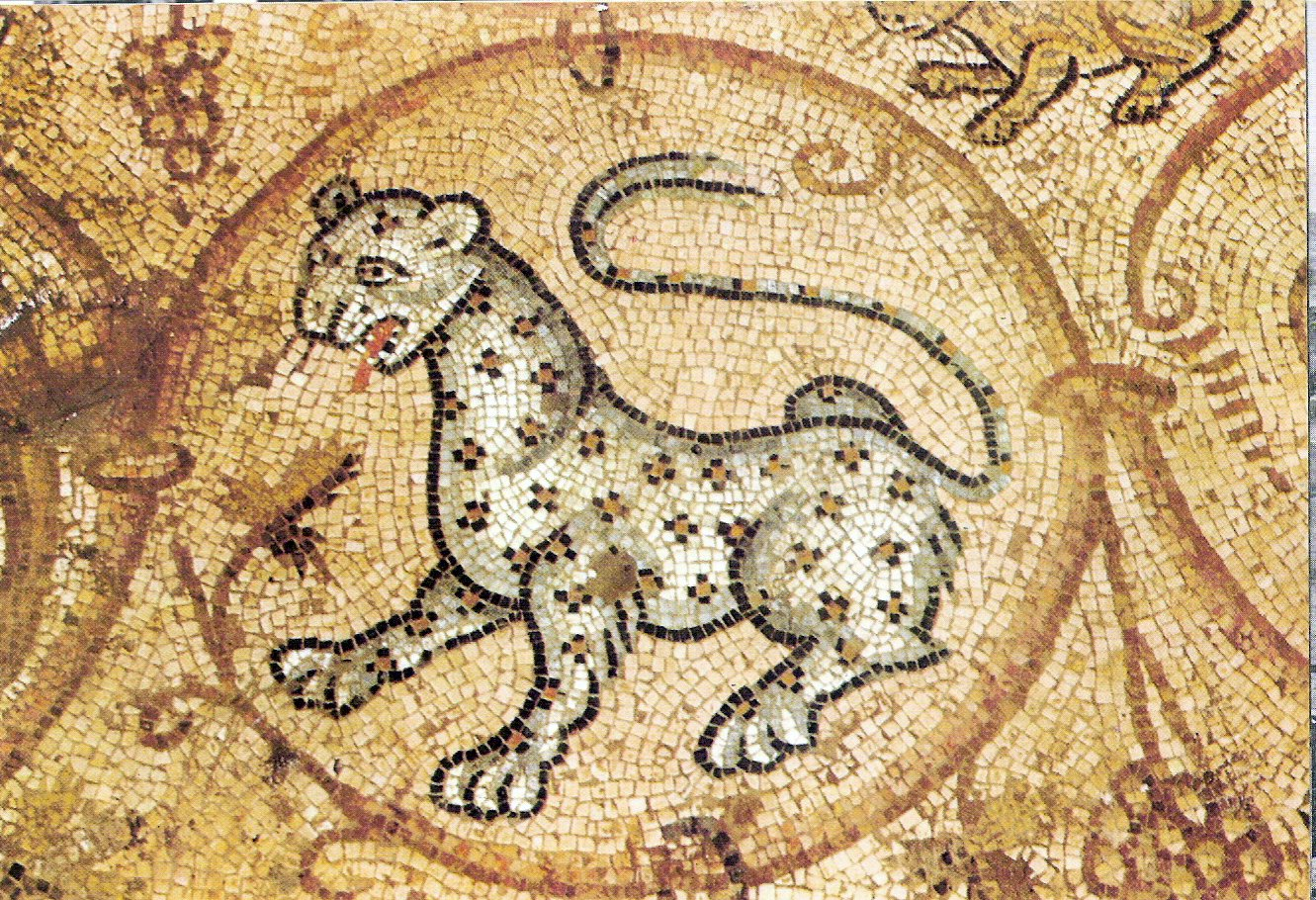
Az ősi Maon zsinagóga mozaikpadlójának részlete Nirimben

Nirim az Izraeli Védelmi Erők (IDF) előőrse maradt a háború alatt az egyiptomi hadsereg ellen .
1949. augusztus 12-én az IDF Nirimben állomásozó néhány katona csoportosan megerőszakolt egy 10-15 éves beduin lányt, azután megölték és egy sekély sírba temették el.
A háború után az IDF-nek a stratégiai fekvése miatt szüksége lett volna a településre az akkori helyén, de a kibuc lakói oda szerettek volna költözni, ahol a csapadék mennyisége évi 200 milliméter, így a kibuc mintegy 12 kilométerrel északkeletre költözött, jelenlegi helyére, a Horvat Maon ókori zsinagóga közelébe. A Mapam párt 1952-es szakadása során Moshe Sneh híveit elküldték a kibucból. 1956-ig a Gázai övezetből érkező terrortámadások célpontja volt.
2000 óta Nirimet a Gázai övezetből folyton Kasszám rakétákkal  lőtték. Miután Izrael 2009 januárjában megindította az Öntött ólom hadműveletet, a Nirim tagjainak többségét, valamint a Gázai övezethez közel fekvő többi települést is evakuálták. Több tucat nirimi családnak kellett a hadművelet végéig a Jezréel-völgyben található Mishmar HaEmek kibucban maradnia. 2014. augusztus 26-án, az Erős Szikla Hadművelet utolsó napján a biztonsági vezető, Ze'ev „Ze'evik” Etzion és Shachar Melamed, a helyettese egy rakétatámadásban meghalt. Mindketten éppen az áramellátást próbálták helyreállítani villanyszerelők és több más kibuctag segítségével, miután a kibucot árammal ellátó nagyfeszültségű tornyot aznap rakétatalálat érte. Ugyanabban a rakétatámadásban, amelyben Ze'eviket és Shachart megölték, Gadi Yarkoni elvesztette a lábát, akit azóta az Eshkol Regionális Tanács polgármesterévé választottak, és jelenleg második ciklusát tölti.

### A Hamász támadása 2023 októberében
Nirim egyike volt azoknak az izraeli falvaknak, amelyeket a Hamász terroristái megtámadtak a 2023. októberi támadás alkalmával a Szimhát Tóra ünnepén.
A támadásban legalább nyolcan meghaltak, sokan megsebesültek. A kibuc néhány (legalább 4) tagját túszul ejtették és Gázába hurcolták. Körülbelül hét órával azután, hogy a terroristák betörtek a kibucba, az izraeli hadsereg katonái megöltek kilenc, még ott tartózkodó Hamász fegyverest.
A támadók jelentős károkat okoztak a kibucban. Közösségi finanszírozási kezdeményezés indult a kibuc helyreállításának támogatására, amelynek keretében néhány nap alatt több mint félmillió sékelt gyűjtöttek össze.

## Gazdaság
A Nirim biotermesztésű földimogyorót, édesburgonyát, fehérrépát, sárgarépát, búzát, árpát, avokádót és egyéb zöldségeket termel és exportál Európába . A gazdák a földeket egészen a Gázai övezet határáig művelik meg. Miután Izrael 2005-ben kivonult Gázából, a védelmi minisztérium úgy döntött, hogy biztonsági sávot épít ki a Gázát körülvevő területen, amely Nirim mezőgazdasági területeit is érintette. A Nirimet arra kérték, hogy mondjon le a neki járó 1 millió sékeles kártérítésről, ami a minisztérium kompenzációs alapjából járt volna.

## Fordítás
Ez a szócikk részben vagy egészben  a   Nirim című angol Wikipédia-szócikk ezen változatának fordításán alapul.  Az eredeti cikk szerkesztőit annak laptörténete sorolja fel. Ez a jelzés csupán a megfogalmazás eredetét és a szerzői jogokat jelzi, nem szolgál a cikkben szereplő információk forrásmegjelöléseként.